# Meridové jezero
Meridové jezero (arabsky بحيرة قارون‎ [Birket Karún], ze staroegyptského Merur doslova Velký kanál, starořecky Moirios nebo Moiridos také "Moeris") je jezero ve Fajúmské oáze v Libyjské poušti. Jezero se slanou vodou je pozůstatkem dávného sladkovodního jezera Moeris ve Fajúmské depresi ~ 43 m pod hladinou moře.Rekultivace a zúrodnění oázy ve 12.dynastii se realizovaly inženýrským projektem propojení Nilu kanálem Bahr Yussef (Josefův kanál) s regulační přehradou Ha-Uar u města Al-Lahun a vytvoření dvou umělých sedimentačních jezer El-Rayan, později využívané k těžbě soli.
| N36 · N23 | G36 · D21 | X1 · O49 |

## Klimatické proměny Sahary

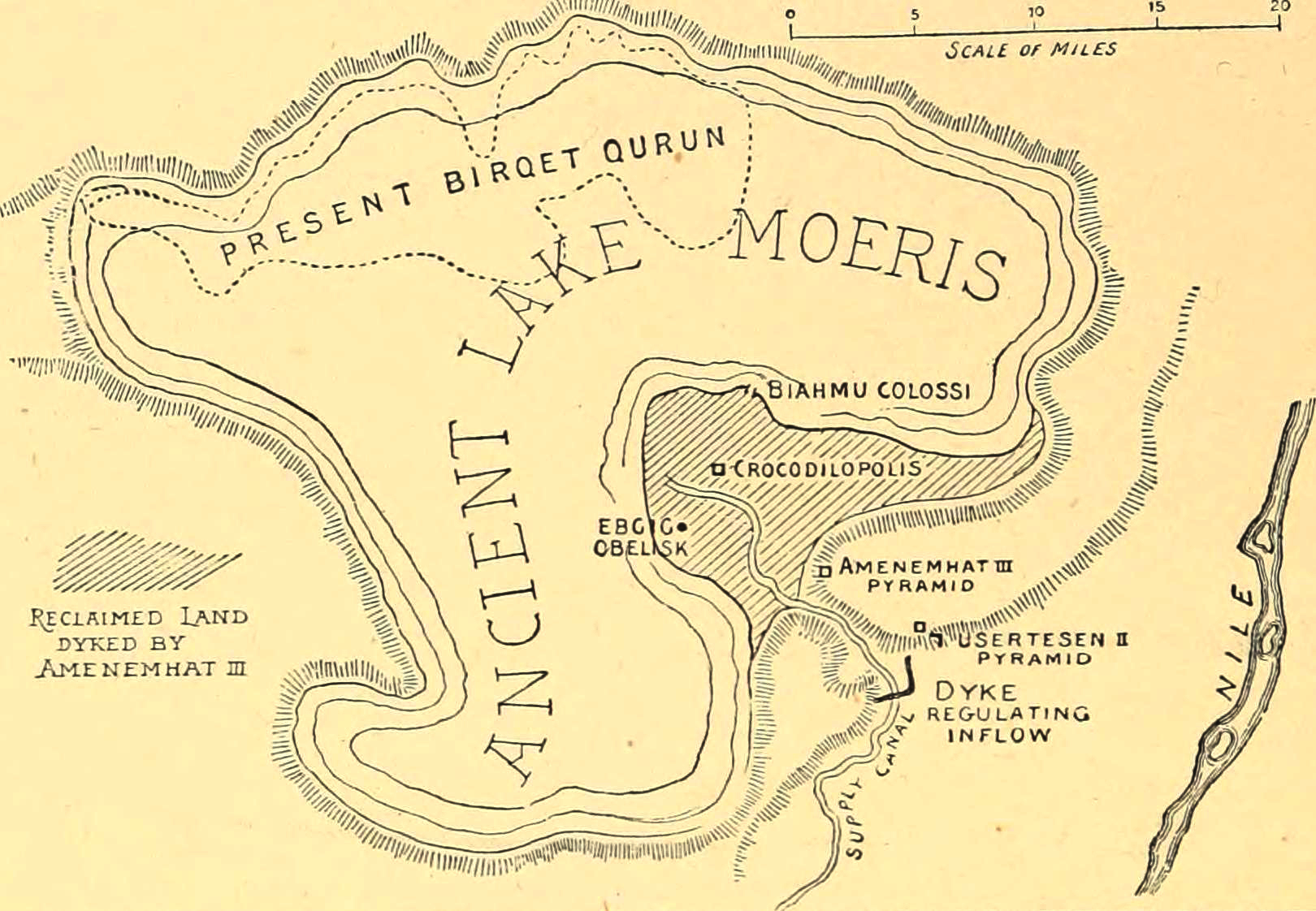
Mapa jezera Moeris s vyznačením zúrodněné části ve 12. dynastii

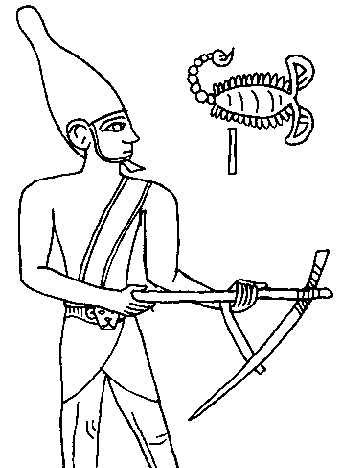
Král Skorpion II. s motykou,
0. dynastie

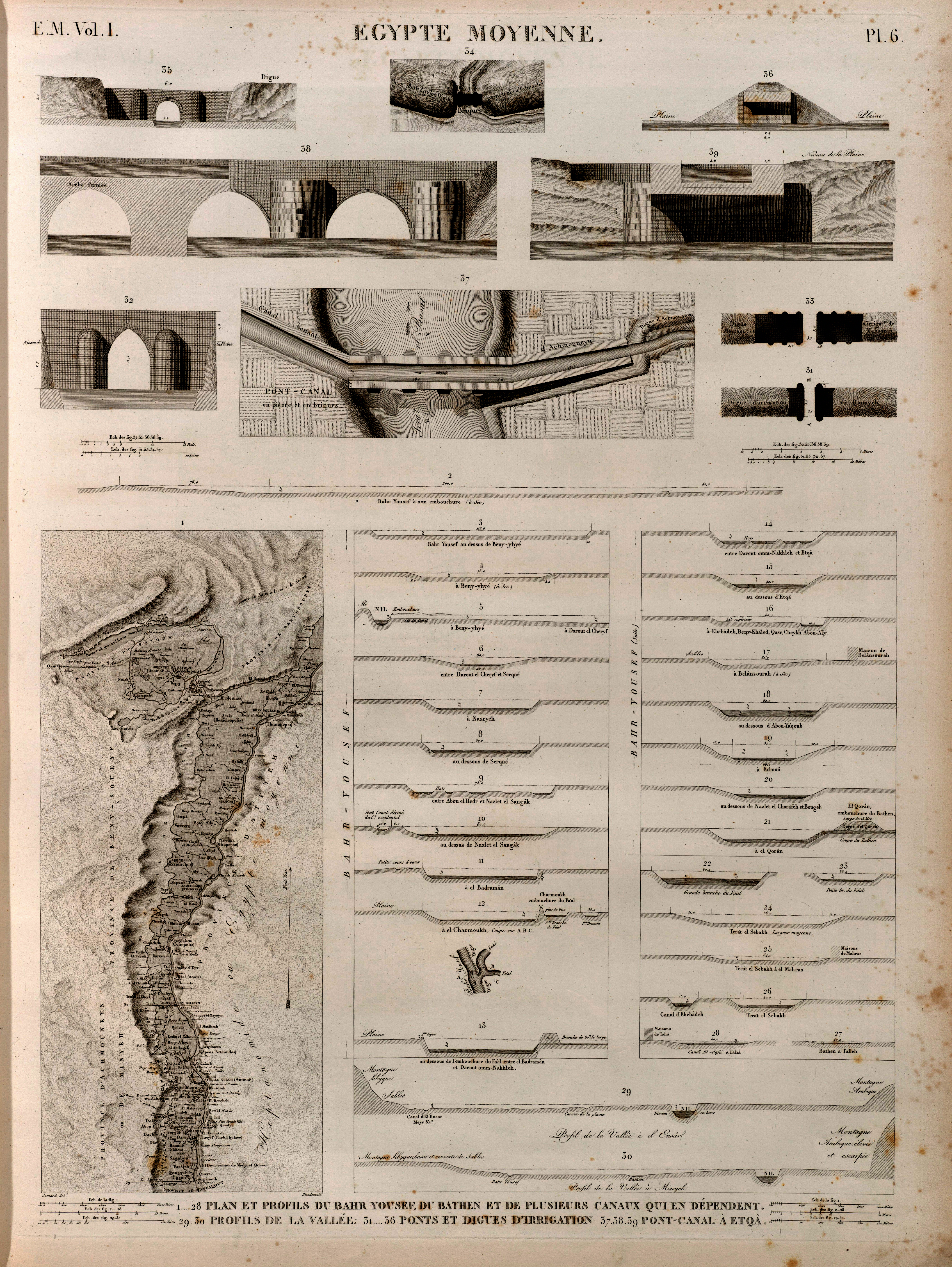
Plán kanálu Bahr Youssuf; 1809

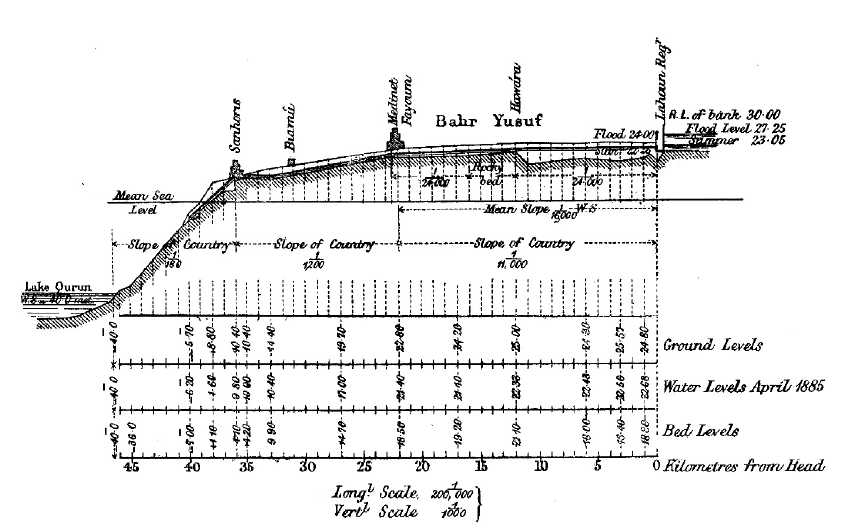
Profil vodního kanálu mezi Al-Lahun a jezerem Qarun; nivelace z r.1913

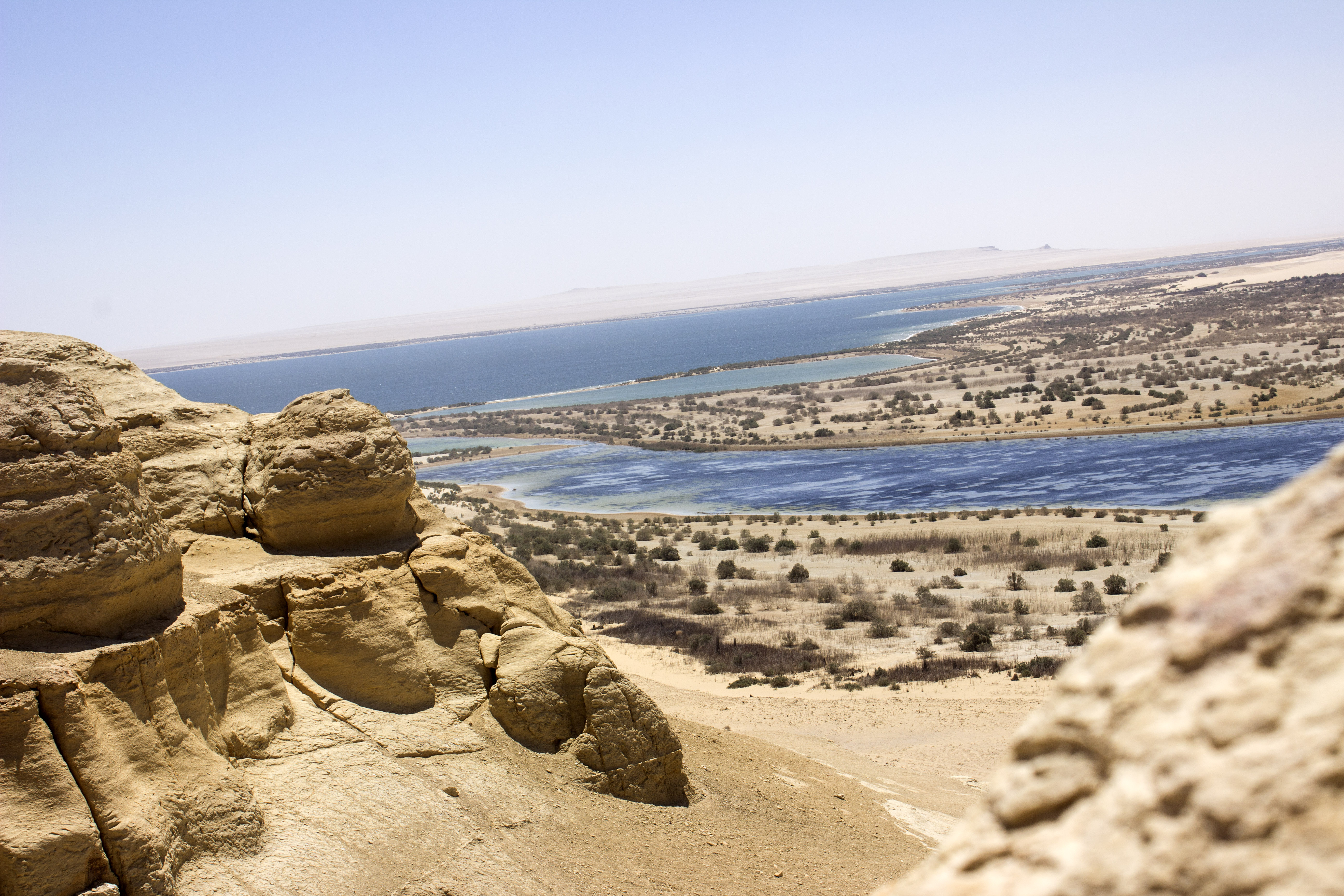
Jezero ve Wadi El-Rayan

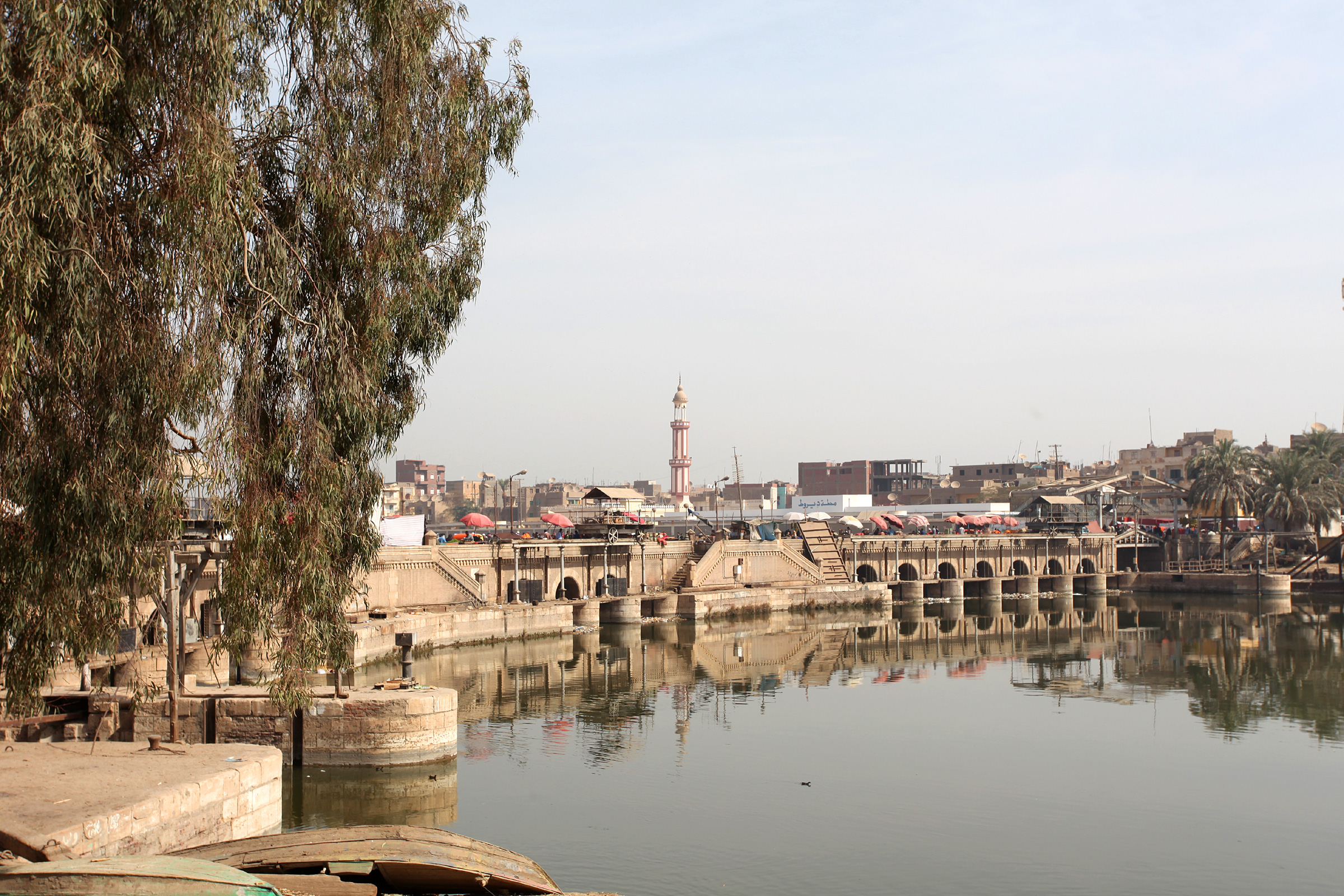
Hráz vstupu kanálu Ibrahim do Josefova kanálu v městě Dairut v provincii Asjut

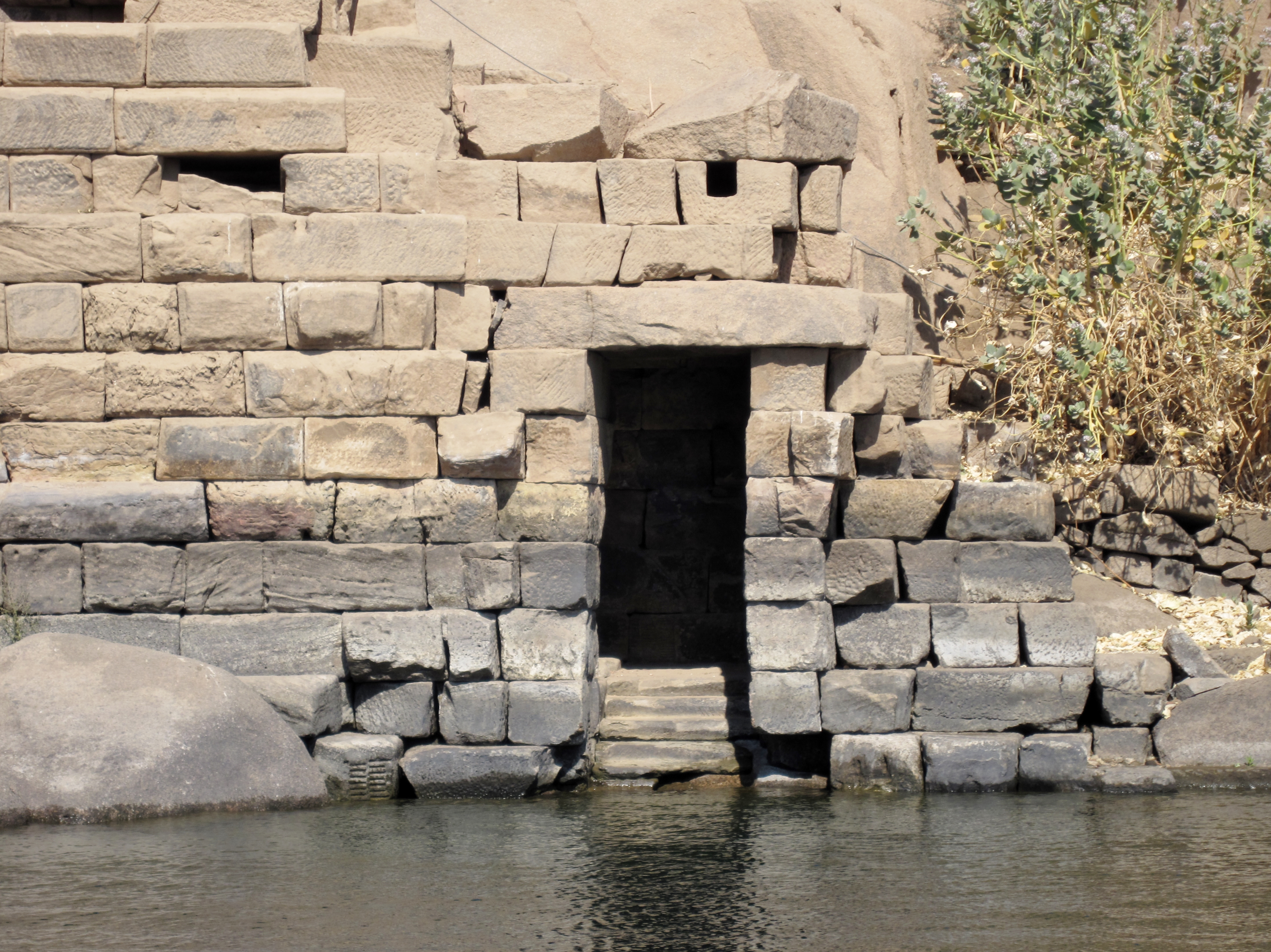
Nilometr u ostrova Elefantina

Postupné vysýchání Saharské pouště v období Raného neolitu ~5000 př.Kr. 
(také zaznamenávaného Střední holocén) a osídlování východních území s dostatečnými zdroji vody, daly vznik egyptské civilizaci, která rozvíjela systémy zavlažování budováním vodních kanálů a jejich udržováním v ročních cyklech nilských záplav. Záznamy o budování zavlažovacích soustav pocházejí již z před-dynastického období (Naqada III. ~3050 př. Kr.), král Skorpion II. je zobrazen s nástrojem k okopávání (podoba s motykou) při rituálu otvírání zavlažovacího příkopu.
Egypťané praktikovali formu vodního hospodářství zvanou zavlažování pánve, produktivní adaptací na přirozené cykly vzedmutí a snížení hladiny Nilu. Postavili síť vodních příkopů paralelně s řekou a některé kolmé na ni, které tvořily pánve různých velikostí. Regulovaně se nasměrovaly povodňovou vodu do povodí, která přibližně měsíc zavlažovala půdu a sytila se na živiny bohatými sedimenty. Zbylá voda se přirozeným spádem odvedla do blízkého kanálu. Půda pak byla osázena plodinami. V celé historii Egypta bylo zavlažování kanály v péči místních hospodářů a nepodléhalo tedy centrální administrativě. Takovéto vodní hospodaření v oázách v dlouhodobém sledu vedlo k postupnému zasolování půdy s odpovídajícím poklesem produkce plodin. 

## Oáza Fajjúm
Oáza Fajúm o rozloze ~1700 km2 se rozkládá v geologické depresi ~43 m pod hladinou moře.
Na jihovýchodním břehu jezera Moeris bylo ~3500 př.Kr. založeno hlavní město oblasti Šedet (božstvo Sobek-Shedet) (starořecky Krokodilopolis) zasvěcené bohu Sobek s podobou krokodýla.

Přirozený spád oproti hladině Nilu, zejména při maximálních letním vzedmutí v období bohatších dešťových srážek, způsoboval přeliv sladké vody a vznik jezera Moeris. Zasolování půdy při opakovaných přelivech a následného odparu, ale také průsaku spodních vod, se snažili řešit již faraoni 1. dynastie, zmiňuje se Narmer Meni(a jeho následníci) prokopáním kanálu spojujícího jezero s Nilem ve snaze zabezpečit přítok sladké vody a tím snížení salinity vody vhodné pro zavodňování polí. Dalším problémem byly nevysychající zasolené bažiny, nevhodné pro zemědělství a také byly zdrojem infekcí (malárie aj.). V oáze se také nalezly zbytky nejstarší známé dlážděné silnice, k dopravě čedičových bloků z lomu poblíž jezera, odkud byly přepravovány do nekropole v Gíze a použity při stavbě pyramid  a také velkých staveb pohřebišť a zádušních chrámů.
V Pyramidových textech v hrobce Unise, posledního faraona 5. dynastie , se zachoval nápis:
|             |     |     |
| \| \| \| \| |     |     |
|             |     |     |
| E34 · N35   | M17 | S29 |

| E34 · N35 | M17 | S29 |

|             |     |     |
| \| \| \| \| |     |     |
|             |     |     |
| E34 · N35   | M17 | S29 |

| E34 · N35 | M17 | S29 |

Celá vodní soustava v Oáze a péče o ni, měla v celém historickém vývoji Egypta velký ekonomický význam.

## Rekultivace oázy Fajjúm
Pro zemědělské zavlažování nevhodné močálovité části v okolí jezera Moeris a jeho slaná voda v jezeře uvažovali řešit už vládci 11. dynastie za vlády Mentuhotepa II. Po dovršeném sjednocení Egypta se projekt realizoval až ve 12. dynastii za vlády faraona Amenemheta II. a jeho následníků. Centrální zdroje pro přijaté řešení byly nezbytné. Vytvoření kanálů spojujících Nil přivádějící sladkou vodu do oázy a odvodnění močálů do sedimentačních jezer si vyžádalo nemalé nároky na náklady a pracovní sílu. Hlavní cíle byly:
- kontrola vysokých záplav v letním období,
- regulace přítoku do zavodňovací soustavy v suchém období,
- zavlažování oázy v okolí jezera Moeris, rozšíření obdělávané plochy, [12]

Projekt zahrnoval vybudování kanálu mezi jezerem Qarun (Moeris) a Nilem se vstupem u města Al Lahun, který sloužil k přívodu nilské vody v období letního maxima vzedmutí. U vstupu u Al Lahun byla vybudována hráz (sypaná přehrada). Ta se uzavřela v období snížené hladiny Nilu. Přebytek vody v jezeře se přepouštěl do Josefova kanálu (Bahr Youssuf) a rozvodných bočních zavlažovacích kanálů.. U vstupu do kanálu byla rovněž sypaná hráz (Ha-Uar) sloužící k regulaci přítoku a odtoku. Josefův kanál sledoval přirozený zářez (stavebně upravovaný) na západní straně Nilu v délce asi 200 km, na jihu u města Dairut byl napojen na Nil. Sladká voda pak byla, v období nízké hladiny Nilu, přiváděna na sever. Výška hladiny Nilu se podél jeho toku měřila tzv. "Nilometry" ( v Memfis, Dendeře, Edfu, ostrově Elefantina aj.) 
Zavodňovací systém se v historii dále upravoval, v přechodných obdobích slabých vlád, mocenských převratů, systémy chátraly a opět se obnovovaly.
V důsledku suchého klimatu, jezero Qarun vysychalo. Současnou regulaci Nilu zabezpečuje Asuánská přehrada takže větev kanálu propojující oázu u El Lahunu s Nilem ztratila svůj význam. Josefův kanál byl v roce 1873 prodloužen o kanál Ibrahimiya a s Josefovým kanálem spojen přehradou ve městě Dairut.